# スカゥラネース
スカゥラネース (氷語: Skálanes) はアイスランドの自然保護区である。
保護区自体、および運営事務所は個人の所有（オラフル・ペトゥルソン Ólafur Pétursson と彼の家族）である。保護区の巡回などはオラフルと、アイスランド国内外からの多くの協力者により行われている。

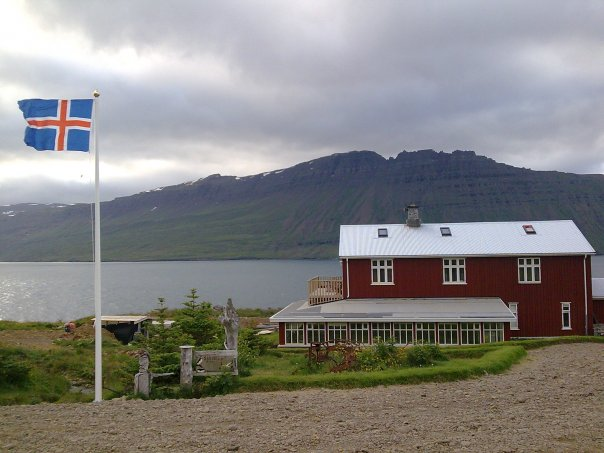
スカゥラネース自然史跡センター (Skálanes Nature & Heritage Centre)

## 場所
スカゥラネース自然保護区は、セイジスフィヨルズル村の東、約 17 km のところにある（北緯 65° 18' 0"、西経13° 43' 0" West）。

## 自然保護
保護区の面積は約 1,250 ha である。保護区の北と東は海、南と西は保護区内と同様の土地が続いている。全体的に山間部の様子で、保護区南部の、標高 945 m の稜線部から北の海に向かって勾配になっている。北の海岸線は氷河、セイジスフィヨルズルの南岸である。保護区東部の海岸線は険しい崖になっており、高いところでは 600 m ある。
保護区内には以下のような地勢があり、様々な生物の生息する様子が見られる。
- 海岸
- 岩肌および砂礫の浜をなす潮間帯
- 崖
- 川岸
- 淡水の湿地、池、沼、谷、急流
- 水分の多い草原
- 通常の草原
- 低木林
- 砂礫の多い勾配
- 草木のない地肌
- その他、浸食の進む土壌で生息するための行動が、段階的に進行する様子

これらに、生息を可能にするために行われる様々な工夫を見ることができる。保護区には150種の植物、47種の鳥類、4種類のアイスランド固有の哺乳類が見られる。

## スカゥラネースでの保護活動
保護区においては、長期的な活動がいくつか行われている。

### 芝生による境界の構築
アイスランドは島内の随所に芝生を使ってなんらかの区域、境界を示したり、建築物の一部としているところがある。スカゥラネースはその自然保護の重要性に比べると目立つ景観ではないため、芝生を使って保護区の境界を示している。境界の構築にあたっては、まず芝生を二重線のように二列に並べ、その間に土壌を敷く。そして芝生を、たとえばブロック塀のブロックのように重ね、ところどころ二重線をまたいでつなぐ。これにより、上部の芝生を大きくすることができる。

### 散策路整備
観光資源としての価値を維持するためには、散策路の整備は必須であるが、現在は散策路の規格策定を行って、見学者の多い地域において一部の整備を始めた段階である。

### 森林再生
保護区中の 111 ha について、森林再生計画を策定している。主にカバ、ナナカマド、ヤナギなどのアイスランド固有種を植林する予定であり、いくつかの植林方法を試験中である。対象としている区域のうちもっとも広いところは、森林とそれ付随する植物相の痕跡が散在しているところである。

### ルピナス属の繁殖対策
かつてアイスランドに、土壌の浸食を防ぐ目的でルピナス属の植物（キバナハウチワマメ Lupinus nootkatensis）が外から持ち込まれた。ルピナスは露出した土壌でもよく育ったが、繁殖力が強いためにアイスランド固有の種の繁殖を圧迫しており、保護区内でもルピナスの繁殖している区域では生物多様性が大きく低下していることが観察されている。スカゥラネースにおいては、スコットランドで発案された、石積みの壁によりルピナス属の繁殖範囲を制限する方法がとられており、場合によっては駆除している。

### 持続可能な農業
事務所の周囲では、持続可能性を探るための試験的な農業が行われており、野菜の栽培、ニワトリおよびブタの飼育などが行われている。

### 観測調査
スカゥラネースの活動のうち、保護区内の観測調査は重要なものと位置づけられており、多くのスタッフやボランティアにより毎年、野鳥や植生の観察が行われている。

## 研究及び教育活動
スカゥラネース保護区の事務所の設立時から、環境保護および持続可能性を持つ観光資源としての運営と並んで、研究も活動の中心に据えられている。保護区は、将来的に教育や紹介活動を行うための学術的な基金を設立する目的を持って設置された。現在は、ヨーロッパの人材交流グループや大学のコースに加え、多くのボランティアグループなどとの共同プロジェクトを運営しているが、保護区事務局の方針として、どれか特定のプロジェクトが支配的になってしまわないようになっている。
現在進行中のプロジェクトには、以下のようなものを対象にしている。
- 海鳥の繁殖地
- ルピナス（キバナハウチワマメ）
- 森林再生
- 考古学
- 地質学
- ツーリズム
- エコロジー
- 持続可能性（サステナビリティー）
- 鳥類学
- 海洋生物学
- 文化史
- 地理学

また保護区では、保護区に関する研究活動の支援を行っている。それには宿泊施設の利用、食事などが含まれ、プロジェクトの内容に合わせて支援の内容が考慮される。

## 事務所
事務所には以下のような、継続した活動ができるような施設が設置されている。
- 16台のベッド（各部屋4人ずつ）
- （簡易ではない）キッチン
- 洗濯機と物干し部屋
- 図書室（随時拡張中）
- インターネット接続ができるパソコン
- GIS システムと GPS 端末
- 基本的な研究の道具
- 救急キット
- 訓練を積んだスタッフ
- 会議場
- 四輪駆動車
- キャンプ用具

## 持続可能性を持つ観光資源
学術的な価値とともに、スカゥラネースには美しい自然があり、観光資源にもなり得る。
保護区は1927年に設置されたが、1960年代に廃止状態になり、2007年の冬のシーズンを使って復元、再開された。保護区内での活動を可能にするための設備が整えられ、4つの宿泊室にはそれぞれ風景を楽しめる独立したバルコニーがある。事務所には上記に加えて、夕方から談笑を楽しめる薪ストーブ、入浴設備、サウナなどがある。
また宿泊客は、広い温室で食事をとることもできる。食事はおおよそ地元の素材で作られる伝統料理であり、ときおり現代風のメニューが提供される。地元素材としては、新鮮な魚介類、アイスランド産のラム肉、トナカイなどがある。またアイスランドの伝統製法による魚の薫製もある。
保護区のスタッフによって、ガイドツアーおよび四輪駆動車による見学ができる。